# 中国致公党湖北省委员会
中国致公党湖北省委员会，简称致公党湖北省委、湖北致公党，是中国致公党在湖北省的地方组织。